# Mary Georgina Filmer

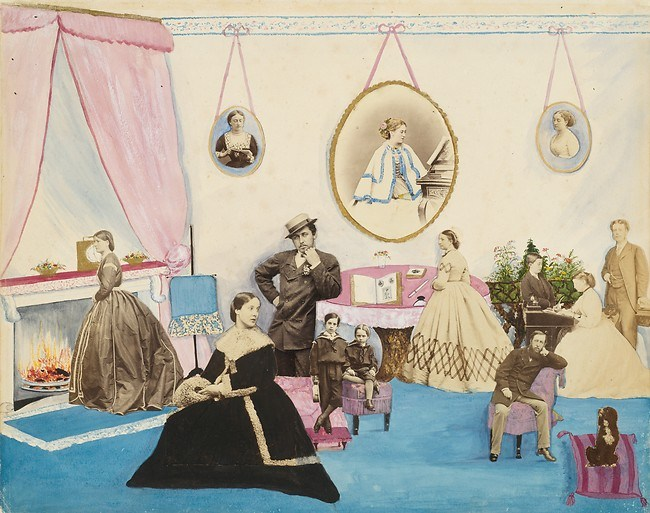
Mary Georgina Filmer: koláž, 1860–1870

Mary Georgina Filmer (rozená Cecil, 4. dubna 1838 – 17. března 1903 Londýn) byla anglická fotografka a průkopnice fotografické koláže působící ve viktoriánském období.

## Život a dílo
Lady Mary Georgina Filmer vyprodukovala několik alb, které se skládaly z akvarelových scén zdobených fotografickými montážemi. Jedno z jejích děl (z cyklu Filmer Album) zobrazuje kreslírnu namalovanou akvarelovými barvami, do které přidala vystřižené albuminové fotografie. Sama sebe umístila poblíž velké postavy Prince Eduarda VII., se kterým podle zdrojů flirtovala. Její alba a hrnec s lepidlem jsou na velkém stole vedle ní. Mnohem menší Sir Edmund Filmer, její manžel, sedí poblíž malého psíka.
V roce 2010 bylo dílo součástí výstavy Playing With Pictures: The Art of Victorian Photocollage (Hraní s obrázky: Umění viktoriánské fotografické koláže) v muzeu Metropolitan Museum of Art.